# توماس ريان (سياسي كندي، مواليد 1804)
توماس ريان (بالإنجليزية: Thomas Ryan)‏ هو سياسي كندي، ولد في 21 أغسطس 1804 في Ballinakill ‏ في جمهورية أيرلندا، وتوفي في 25 مايو 1889 في مونتريال في كندا. نشط حزبياً في حزب كندا المحافظ. وقد انتخب عضو مجلس الشيوخ الكندي (23 أكتوبر 1867 – 25 مايو 1889).